# The Subject Is Jazz
The Subject Is Jazz war eine auf die Präsentation und das Verständnis von Jazz ausgerichtete Sendereihe des Fernsehens, die 1958 in den Vereinigten Staaten ausgestrahlt wurde.
Als halbstündige Fernsehsendung wurde The Subject Is Jazz  in 13 Folgen vom Sender WNBC in New York City produziert und 1958 bei NBC sonntags im wöchentlichen Abstand (im Rahmen seines Education Programming Project) gesendet wurde. Regie führte Lynwood King; Produzenten waren Brice Howard (Executive Producer) und George Norwood. Der Moderator der Sendung, der Journalist und Musikkritiker Gilbert Seldes (1893–1970), führte mit den Gästen längere Interviews.
In der Reihe traten u. a. Buck Clayton, Vic Dickenson, Duke Ellington, Wilbur de Paris, John Hammond, Aaron Copeland, Willis Conover, Toshiko Akiyoshi, Lee Konitz, Cannonball Adderley, Willie The Lion Smith, Marshall Stearns, Ben Webster und Billy Taylor auf, der die musikalische Leitung der Sendung hatte. Zu den regelmäßig mitwirkenden Begleitmusikern gehörte u. a. Jimmy Cleveland, Eddie Safranski, Billy Taylor, Ed Thigpen und Mundell Lowe.
In der letzten Folge der Serie spielte eine Band unter Leitung von Billy Taylor; Moderator Seldes und George Russell diskutierten ausführlich über Jazzimprovisation und die Zukunft des Jazz.